# Stadtgericht Bayreuth
Das Stadtgericht Bayreuth (von 1818 bis 1857 Kreis- und Stadtgericht Bayreuth, von 1862 bis 1879 wieder Stadtgericht Bayreuth) war eine Gerichtsbehörde mit Sitz in Bayreuth.

## Geschichte
Das Stadtgericht Bayreuth wurde 1812 im Zuge von staatlichen Reformen gegründet. Stadtgerichte hatten im Königreich Bayern nur Aufgaben der Rechtsprechung, im Gegensatz zu den Landgerichten, die bis 1862 Gerichts- und Verwaltungsbehörde in einem waren. 1812 wurde Bayreuth zur kreisunmittelbaren Stadt und erhielt für die Verwaltung ein Polizeikommissariat. Das Stadtgericht war zuständig für Strafsachen, Zivilsachen, die freiwillige Gerichtsbarkeit, das Vormundschafts- und Hypothekwesen. 1818 wurde das Stadtgericht in „Kreis- und Stadtgericht Bayreuth mit erweiterter sachlicher Zuständigkeit“ umbenannt. Infolge der Revolution 1848/49 wurden in der Rechtssprechung auch Laien zugelassen (→Geschworenengericht). 1857 übernahm das neu geschaffene Bezirksgericht Bayreuth die streitige und freiwillige Gerichtsbarkeit des Kreis- und Stadtgerichtes Bayreuth. Nach der Neuordnung der landesgerichtlichen Befugnisse kam es 1862 wieder zur Bildung des Stadtgerichts Bayreuth. In Strafsachen war es erstinstanzlich zuständig. Die Urteile konnten vom Bezirksgericht Bayreuth zweitinstanzlich überprüft werden. Dieses Gericht bestand bis 1879 und wurde dann mit Einführung des deutschen Gerichtsverfassungsgesetzes in das Amtsgericht Bayreuth umgewandelt.